# Gerta von Ubisch
Gerta von Ubisch (3 octobre 1882 à Metz - 31 mars 1965 à Heidelberg) est une généticienne et botaniste allemande.

## Biographie
Fille d'un officier prussien, Gertrud von Ubisch, connue aussi sous le nom de Gerta von Ubisch, naît le 3 octobre 1882, à Metz, une ville de garnison animée d'Alsace-Lorraine. Avec sa ceinture fortifiée, Metz est alors la première place forte du Reich allemand. À 16 ans, Gerta décide d'étudier la physique, et passe son Abitur en 1904.
Après un semestre à l'université de Heidelberg, elle passe une année à l'université de Fribourg, avant de retourner à Berlin, où elle rencontre la physicienne autrichienne Lise Meitner. Elle complète son cursus universitaire à Strasbourg. Elle s'intéresse alors à la botanique et au génie génétique avec Erwin Baur, puis avec Carl Correns.
Devenue assistante de Ludwig Jost, elle est nommée professeur à l'université de Heidelberg en 1923. Elle est ainsi l'une des premières femmes enseignantes-chercheuses en Allemagne. Sa mère étant d'origine juive, Gertrud von Ubisch est obligée de quitter l'Allemagne nazie en 1934. Elle trouve refuge aux Pays-Bas, à Utrecht. Elle continue à faire ses recherches en Génie génétique en Hollande, avant de partir pour le Brésil en 1939, d'abord à Rio de Janeiro, puis à Rolândia. Après guerre, elle rejoint son frère, le botaniste Leopold von Ubisch, en Norvège. En 1952, elle retrouve Heidelberg. En 1955, Gerta von Ubisch écrit ses mémoires.
Gerta von Ubisch décéda le 31 mars 1965, à Heidelberg, dans le Bade-Wurtemberg.

## Postérité
En hommage à ses travaux, les orbicules, grains de sporopollénine, sont appelés Ubisch bodies ou Ubisch-Körper dans la littérature anglophone et germanophone.
Le nom de Gerta Ubisch est par ailleurs inscrit dans l'entrée de l'université de Heidelberg, pour rappeler le souvenir des enseignants persécutés par les nazis après 1933.

## Publications
- Gertrud von Ubisch : Versuche über Vererbung und Fertilität bei Heterostylie und Blütenfüllung. Fischer, Jena 1923. In: Zeitschrift für Botanik 15, Heidelberg, (p.193–232)
- Gertrud von Ubisch : Ludwig Jost: Zur Windefrage. W. de Gruyter & Co., Berlin, 1926 (Heidelberger Akademie der Wissenschaften. Sitzungsberichte der Heidelberger Akademie der Wissenschaften, Mathematisch-Naturwissenschaftliche Klasse; Jg. 1926, Abh. 8)
- Beeinflussung der Heterostyliemerkmale von Oxalis stricta durch Ustilago Oxalidis.Noord-Hollandsche Uitgevers Mij., Amsterdam, 1935, Koninklijke Akademie van Wetenschappen te Amsterdam. Vol. 38. 1935, No. 1, (p.93-100)

## Sources
- Gudrun Fischer : Gerta von Ubisch (1882–1965). In: Gudrun Fischer (Hrsg.) mit Alwine Witte: Darwins Schwestern. Porträts von Naturforscherinnen und Biologinnen. Orlanda Frauenverlag, Berlin, 2009; (p.104–123)
- Meike Baader : Gerta von Ubisch. Das uneingelöste Versprechen auf Gleichberechtigung. In: Birgit Knorr, Rosemarie Wehling (Hrsg.): Frauen im deutschen Südwesten. Stuttgart, 1993, (p.236–262)
- Meike Baader, Christian Jansen : Gerta von Ubisch – die erste habilitierte Frau in Baden. In: Nummer 2, Heidelberg, 1990, (p.65–68)
- Max Weber : deutsch-englische Familiengeschichte 1800–1950
- Jutta Dick, Marina Sassenberg (dir.) : Jüdische Frauen im 19. und 20. Jahrhundert. Lexikon zu Leben und Werk, Reinbek 1993.
- Susan Richter, Armin Schlechter (dir.) : Zwischen allen Welten. Die Lebenserinnerungen der ersten Heidelberger Professorin Gerta von Ubisch,  Ostfildern : Thorbecke, 2011.